# Mixogaster pithecofascia
Mixogaster pithecofascia är en tvåvingeart som beskrevs av Hull 1944. Mixogaster pithecofascia ingår i släktet Mixogaster och familjen blomflugor.
Artens utbredningsområde är Colombia. Inga underarter finns listade i Catalogue of Life.